# Awesome娛樂
Awesome娛樂（韓語：어썸이엔티）是韓國的經紀公司，於2018年成立。

## 歷史
Awesome娛樂由楊根煥成立於2018年。首位旗下藝人為演員朴敘俊。
2019年3月20日，Awesome娛樂表示與Girl's Day成員YURA簽訂專屬合約，正式加入公司。
2019年6月3日，Awesome娛樂宣布收購KEYEAST旗下子公司CONTENT Y 100％股份，Content Y 旗下演員將由Awesome娛樂管理其相關活動。
2019年7月29日，Kakao M表示收購Awesome娛樂。。
2019年9月，Kakao M舉行演員選秀試鏡，參與公司當中包括Awesome娛樂。

## 旗下藝人
- 朴敘俊（2018年—）
- 孫相淵（2018年—）
- 裴賢聖（2018年—）
- Yura（2019年—）
- 韓智慧（2019年—）
- 李玹雨（2019年—）
- 楊惠智（2019年—）
- 金禮志（2019年—）
- 白宰祐（2019年—）
- 金裕貞 (2020年—)
- 文相敏（2020年—）
- 洪妃羅（2020年—）
- 康承鎬（2022年—）
- 金康勳（2022年—）
- 郑多恩（2023年—）
- 柳海真（2023年—）
- 朱贤宇
- 李智贤

## 过往艺人
- 洪洙賢
- 趙秀敏
- 文智厚
- 徐孝琳
- 韓道宇
- 柳翰庇
- 洪胜范
- 鄭惠蓮
- 李廷珉
- 趙成遠
- 車正賢
- 任知燮
- 李康民
- 朴承妍（2019年—？）
- 金度完（2019年—2024年）[8]

## 外部連結
- 官方网站
- Awesome娛樂的Instagram帳戶
- YouTube上的Awesome娛樂頻道
- Awesome Entertainment Naver Post（页面存档备份，存于）